# 品川 (東京都)
品川（日语：／ Shinagawa */?）是日本東京都品川區品川地區的地名，廣義上也包含行政區劃屬於港區的品川站周邊區域（港南、高輪等地）。隨著東京市中心的擴張，品川站周邊已發展成為東京的中心商業區之一。

## 概要
品川原是指目黑川下游至河口附近一帶，之後品川站在此地北側開業，於是擴展到車站周邊、但屬於港區管轄的區域。
1990年代以來，由於品川站周邊形成了商辦聚落，因此造成了口語上的「品川」是指品川站周邊地區，而非原有的品川區品川地區的現象。
關於「品川」地名的由來，一說是目黑川的別名，另一說是來自與高輪相對的「品輪」（品ヶ輪）。

## 行政上的地名
含有「品川」的現行町名
東京都品川區
北品川
西品川
東品川
南品川
沒有「品川」的現行町名
東京都品川區
廣町

## 地理
品川地形的重要要素目黑川流經品川區北品川與南品川之間，在現在東品川的天王洲島南側流入東京灣。
本地原是舊東海道近海地區，經歷近代填埋工程後形成陸地。

## 歷史
最早記載「品川」的歷史文書是1184年（元曆元年）的田代文書。
室町時代，知名富商鈴木道胤以品川湊為據點。
江戶時代，作為東海道、江戶口第一個宿場町品川宿而繁榮。現在的東海道國道15號與國道357號之間才是當時的東海道。
品川湊是前往上方的廻船起點，同時也是御菜浦的指定地點之一。
東海道本線品川站在現在的港區港南開業，是品川地區擴大的重要因素。
此外，1902年京濱電氣鐵道（現在的京濱急行電鐵）在通車至現在的大森海岸站前，現在的北品川站稱作品川站。在地理上比省線的品川站還要正確，但在省線品川站延伸至高輪站時，京濱品川站改名為北品川站。
1933年高輪站廢止、京濱與省線品川站共站以後，京急本線一直維持著品川站「南方」的車站叫「北品川站」的特殊狀況。
舊東海道附近仍有舊品川宿風情。大崎站一帶、品川站一帶隨著近年再開發，市區樣貌大幅改變。東海道新幹線品川站在2003年開業，加強了品川做為東京南方門戶的地位。
興建中的中央新幹線，其東京端點站亦將設於品川站，而非傳統上做為東京首要鐵路總站的東京站。

## 品川站東口地區再開發地區計畫

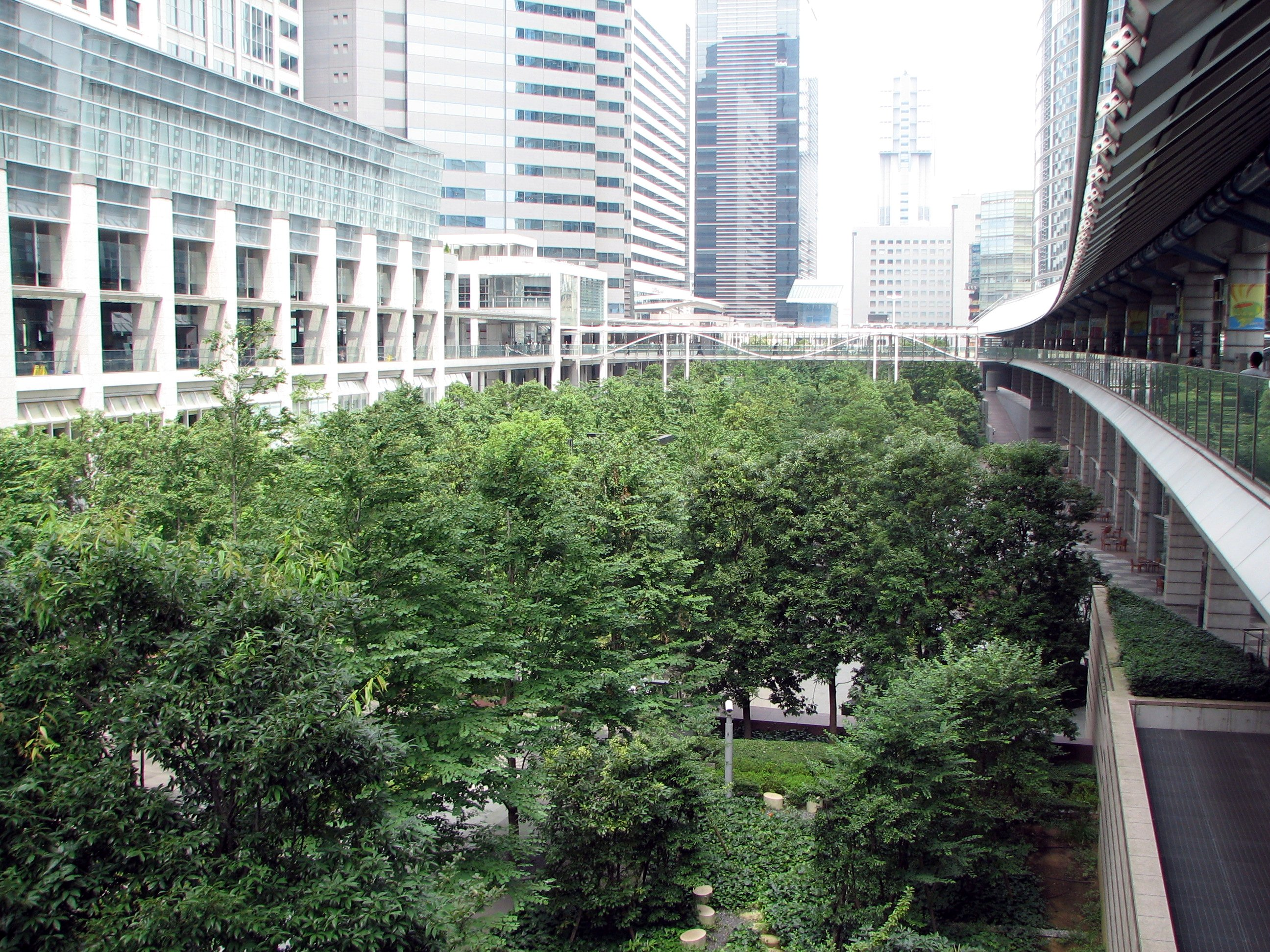
品川站東口

品川站東口一帶、港區港南、品川區北品川是原國鐵土地。1984年興和不動產買下原品川站堆貨場（A-1地區）進行開發計畫，1987年國鐵解體，國鐵清算事業團移讓新幹線車輛基地（B-1地區）進行同時開發，同年興和不動產發表「朝向新都心品川」（新都心品川へ向けて）的口號。興和不動產在A-1地區興建的「品川Intercity」在1995年開工、1998年竣工。以三菱商事為中心的10家公司聯合在B-1地區開發的「品川Grand Commons」在2000年開工、2004年竣工。
- A-1地區品川Intercity（品川インターシティ）
  - 品川IntercityA棟－日立工機（日语：日立工機）、近鐵運通本社等
  - 品川Intercity商店與餐廳棟
  - 品川IntercityB棟－大林組東京本社、富士通個人系統（日语：富士通パーソナルズ）本社等
  - 品川IntercityC棟－NEC Capital Solutions（日语：NECキャピタルソリューション）本社
  - 品川Intercity禮堂棟
  - 品川中央公園
- A-2地區品川intercity Front（ ）
- B-1地區品川Grand Commons（日语：品川グランドコモンズ）
  - 品川East One tower（イーストワンタワー）－大東建託（日语：大東建託）本社、東京詩穎洲際酒店（日语：ストリングスホテル東京インターコンチネンタル）
  - 太陽生命品川大樓（日语：太陽生命品川ビル）－太陽生命（日语：太陽生命保険）、NTT軟體（日语：NTTソフトウェア）本社等
  - 品川Grand Central Tower（日语：品川グランドセントラルタワー）－日本微軟本社等
  - 三菱重工大樓－三菱重工總部大樓
  - 佳能S塔（キヤノンSタワー）－Canon Marketing Japan（日语：キヤノンマーケティングジャパン）本社
  - Storia品川（ストーリア品川）－出租住宅
  - 品川V塔－分售住宅
- B-2地區
  - JR品川東大樓（JR品川イーストビル）－atre品川與ZENSHO（日语：ゼンショー）、大賽璐（日语：ダイセル）東京本社
  - JR東海品川大樓－JR東海東京本社
- B-3地區
  - AREA品川（アレア品川）－NTT DATA（日语：NTTデータ）
- B-4地區
  - 京王品川大樓－電通國際情報服務（日语：電通国際情報サービス）本社等

本地受到羽田機場的航線高度限制，沒有超過150公尺以上的建築。
2003年10月1日東海道新幹線品川站開業，通路、廣場、汽車地下通路與停車場等進行整備作業，形成大型辦公商區。但是批評者擔心超高層大樓群阻擋了來自東京灣的海風，將造成熱島效應。

## 以品川為舞台的作品
- 哥吉拉
- 哥吉拉vs戴斯特洛伊亞
- 哥吉拉×機械哥吉拉
- 哥吉拉×魔斯拉×機械哥吉拉 東京SOS

## 外部連結
- 品川瓦版(品川觀光協會)（页面存档备份，存于）
- 東海道品川宿 公式網站（页面存档备份，存于）